# Wiera Krasnowa
Wiera Iwanowna Krasnowa (ros. Вера Ивановна Краснова, ur. 3 kwietnia 1950 w Omsku) – rosyjska łyżwiarka szybka reprezentująca ZSRR, srebrna medalistka olimpijska.

## Kariera
Największy sukces w karierze Wiera Krasnowa osiągnęła w 1972 roku, kiedy zdobyła srebrny medal w biegu na 500 m podczas igrzysk olimpijskich w Sapporo. W zawodach tych wyprzedziła ją jedynie Amerykanka Anne Henning, a trzecie miejsce zajęła inna reprezentantka ZSRR - Ludmiła Titowa. Na rozgrywanych cztery lata później igrzyskach olimpijskich w Innsbrucku na tym samym dystansie była piąta. Nigdy nie zdobyła medalu mistrzostw świata, jej najlepszym wynikiem było czwarte miejsce wywalczone podczas mistrzostw świata w wieloboju sprinterskim w Göteborgu. W walce o medal lepsza okazała się Kanadyjka Cathy Priestner. Krasnowa trzykrotnie zdobywała mistrzostwo ZSRR w wieloboju sprinterskim, w latach 1969, 1972 i 1976.